# 掌中人生
《掌中人生》，是一部描寫慈濟基金會潘淑惠慈濟師姊與王金福慈濟師兄的真實人生電視劇，由陳婉婷、李辰翔、尹昭德、楊麗音、林嘉俐、葉文豪、游君萍、王鏡冠等演員領銜主演，於2019年1月10日在大愛電視20:00首播。

## 播出時間
以下時間以當地時間（台灣時間）為準

### 首播
| 片名     | 頻道       | 播放日期      | 播放時間                  |
| 掌中人生 | 大愛電視台 | 2019年1月10日 | 20:00-20:49播出（無廣告） |
| 掌中人生 | 大愛海外台 | 2019年1月10日 | 20:00-21:00播出（含廣告） |

### 重播
| 片名     | 頻道       | 播放日期      | 播放時間                  |
| 掌中人生 | 大愛電視台 | 2019年1月10日 | 23:30-00:19播出（無廣告） |
| 掌中人生 | 大愛電視台 | 2019年1月10日 | 03:00-03:49播出（無廣告） |
| 掌中人生 | 大愛電視台 | 2019年1月10日 | 16:00-16:49播出（無廣告） |
| 掌中人生 | 大愛海外台 | 2019年1月10日 | 02:00-03:00播出（含廣告） |
| 掌中人生 | 大愛海外台 | 2019年1月10日 | 09:00-09:49播出（無廣告） |
| 掌中人生 | 大愛海外台 | 2019年1月10日 | 11:00-12:00播出（含廣告） |

### 大愛會客室

#### 首播
| 片名       | 頻道       | 播放日期      | 播放時間        |
| 大愛會客室 | 大愛海外台 | 2019年1月11日 | 21:00-21:11播出 |
| 大愛會客室 | 大愛電視台 | 2019年1月11日 | 00:19-00:30播出 |
| 大愛會客室 | 大愛海外台 | 2019年1月11日 | 09:49-10:00播出 |

## 演員列表

### 主要演員
| 演員   | 角色           | 介紹                                                                           | 登場集數      |
| 陳婉婷 | 潘淑惠         | 本劇女主角，在製鞋工廠擔任女工職務。                                           | 第1集－第20集 |
| 李辰翔 | 王金福         | 本劇男主角，職業是汽車鈑金師傅，平時愛看布袋戲，國小學歷。                     | 第1集－第20集 |
| 王宥謙 | 王金福（童年） | 本劇男主角，職業是汽車鈑金師傅，平時愛看布袋戲，國小學歷。                     | 第1集－第20集 |
| 謝其文 | 王二哥         | 王金福的二哥。                                                                 | 第1集－第20集 |
| 錦雯   | 王二嫂         | 王金福的二嫂。                                                                 | 第1集－第20集 |
| 楊麗音 | 潘母           | 潘淑惠的母親。                                                                 | 第1集－第20集 |
| 王鏡冠 | 潘兄           | 潘淑惠的哥哥，關心自己妹妹的終身大事，幫忙淑惠介紹相親對象，對方是公務人員。   | 第1集－第20集 |
| 葉文豪 | 葉大榮         | 王金福二姊夫。                                                                 | 第1集－第20集 |
| 林嘉俐 | 王稠           | 王金福二姊，廚藝精湛，在金福建議下，兩人一起研發配方，賣起鹹酥雞，生意很好。。 | 第1集－第20集 |
| 游君萍 | 王曉婷         | 王金福與潘淑惠的女兒。                                                         | 第1集－第20集 |
| 陳亮彤 | 王曉婷（12歲） | 王金福與潘淑惠的女兒。                                                         | 第1集－第20集 |
| 李品萱 | 王曉婷（7歲）  | 王金福與潘淑惠的女兒。                                                         | 第1集－第20集 |
| 吳帆   | 王父           | 本劇。                                                                         | 第1集－第20集 |
| 梅嫦芬 | 王母           | 本劇。                                                                         | 第1集－第20集 |
| 尹昭德 | 林義澤         | 原本職業是一名新聞記者，之後在夜市賣攤賣起彩繪石頭生意。                       | 第1集－第20集 |

### 次要演員
| 演員   | 角色           | 介紹                    | 登場集數     |
| 林乃華 | 林母           | 。                      | 第1集－第2集 |
| 黃婕菲 | 雪貞           | 。                      | 第1集        |
| 傅顯皓 | 王南宏         | 王金福與潘淑惠的兒子 。 | 第1集        |
| 陳宏宇 | 王南宏（10歲） | 王金福與潘淑惠的兒子 。 | 第1集        |
| 張柏晟 | 王南宏（5歲）  | 王金福與潘淑惠的兒子 。 | 第1集        |
| 陳愛淳 | 素英師姊       | 。                      | 第1集        |
| 鄭羽彤 | 金鳳師姊       | 。                      | 第1集        |
| 洪喻蕎 | 淑貞師姊       | 。                      | 第1集        |
| 劉香君 | 玉珠師姊       | 。                      | 第1集        |
| 吳佩璇 | 美玲師姊       | 。                      | 第1集        |
| 劉明卉 | 寶桂師姊       | 。                      | 第1集        |
| 李得全 | 板金老闆       | 。                      | 第1集        |
| 梁舒涵 | 蔡美華         | 。                      | 第1集        |
| 阿竿   | 阿忠           | 。                      | 第1集        |
| 楊閔   | 雪子           | 。                      | 第1集        |
| 陳家逵 | 陳肇良         | 。                      | 第1集        |
| 黃迪揚 | 王丕泉         | 。                      | 第1集        |
| 張育誠 | 小丕泉         | 。                      | 第1集        |
| 許羽綸 | 執行製作       | 。                      | 第1集        |
| 楊順發 | 文華           | 。                      | 第1集        |
| 王藝臻 | 丕泉妻         | 。                      | 第1集        |
| 陳繪文 | 叫賣老闆       | 。                      | 第1集        |
| 蔡明瀚 | 系主任         | 。                      | 第1集        |
| 林尚霖 | 導演           | 。                      | 第1集        |
| 吳世揚 | 書店老闆       | 。                      | 第1集        |
| 陳歆姸 | 青兒           | 。                      | 第1集        |
| 劉尚恩 | 製作人         | 。                      | 第1集        |
| 黃鈴   | 廖阿嬤         | 。                      | 第1集        |
| 陳孟汝 | 秀玲           | 。                      | 第1集        |
| 紐士晨 | 阿彬           | 。                      | 第1集        |
| 鄭俊廷 | 阿國           | 。                      | 第1集        |
| 吳世揚 | 書店老闆       | 。                      | 第1集        |
| 鄧琪瑋 | 阿峰（23歲）   | 。                      | 第1集        |
| 宋昱德 | 阿峰（11歲）   | 。                      | 第1集        |
| 吳旻皓 | 班導           | 。                      | 第1集        |
| 余宥樂 | 翔年           | 。                      | 第1集        |

## 電視劇歌曲
| 曲別   | 歌名     | 演唱者 | 作詞   | 作曲   |
| 主題曲 | 天荒地老 | 荒山亮 | 荒山亮 | 荒山亮 |

## 大愛會客室名單
| 集數   | 日期          | 來賓                   | 主持人 |
| 第1集  | 2019年1月11日 | 沒有來賓（幕後花絮）   | 李碧秀 |
| 第2集  | 2019年1月12日 | 黃克義、陳婉婷、李辰翔 | 李碧秀 |
| 第3集  | 2019年1月15日 | 王金福、李辰翔、潘淑惠 | 李碧秀 |
| 第4集  | 2019年1月16日 | 王金福、潘淑惠         | 李碧秀 |
| 第5集  | 2019年1月17日 | 潘淑惠、陳婉婷 、王稠  | 李碧秀 |
| 第6集  | 2019年1月18日 | 沒有來賓（幕後花絮）   | 李碧秀 |
| 第7集  | 2019年1月19日 | 王金福、潘淑惠         | 李碧秀 |
| 第8集  | 2019年1月22日 | 李辰翔、王金福、王南宏 | 李碧秀 |
| 第9集  | 2019年1月23日 | 王金福、潘淑惠、李辰翔 | 李碧秀 |
| 第10集 | 2019年1月24日 | 李辰翔、潘淑惠         | 李碧秀 |
| 第11集 | 2019年1月25日 | 沒有來賓（幕後花絮）   | 李碧秀 |
| 第12集 | 2019年1月26日 | 王金福、薛淑貞、潘淑惠 | 李碧秀 |
| 第13集 | 2019年1月29日 | 王金福、潘淑惠、王南宏 | 李碧秀 |
| 第14集 | 2019年1月30日 | 王金福、李辰翔、柯雪貞 | 李碧秀 |
| 第15集 | 2019年1月31日 | 潘淑惠、王南宏         | 李碧秀 |
| 第16集 | 2019年2月1日  | 沒有來賓（幕後花絮）   | 李碧秀 |
| 第17集 | 2019年2月2日  | 王金福、李辰翔、黃克義 | 李碧秀 |
| 第18集 | 2019年2月5日  | 潘淑惠、陳婉婷、王曉婷 | 李碧秀 |
| 第19集 | 2019年2月6日  | 王金福、潘淑惠、王稠   | 李碧秀 |
| 第20集 | 2019年2月7日  | 王金福、柯雪貞、黃克義 | 李碧秀 |

## 工作人員列表

### 製作團隊
- 監　製：王端正、葉樹姍、顧文珊
- 總策畫：賈玉華
- 編　審：李靜文
- 編　劇：楊孟嘉
- 製作人：黃克義、邱顯全
- 企宣統籌：董碧玲
- 企　宣：黃玟瑜、黃昭傑、翁詩閔
- 導　演：黃克義
- 副導演：陳玉玲
- 場　記：李燿任
- 執行製作：蔡沅霖
- 外聯執行：葉建男
- 場務組：江嘉維、郭士良、陳俊傑
- 攝影師：顧思廣
- 攝影助理：張劍明、陳語謙
- 錄音師：陳柏緯
- 燈光師：陳駿銘
- 燈光助理：李紀葳、賈証凱、江昀嘩
- 美術陳設：田子龍
- 美術道具：古安娜、田子豪、劉政義
- 服裝造型：王够連、陳雅雯
- 服裝助理：黃詩婷、周之禪、黃若語、吳佳臻、李致葭
- 梳　化：蔡詠姵
- 梳化助理：周孝安
- 會　計：林素梅
- 剪　接：林詩婉、沈士捷
- 動　畫：徐偉倫
- 字　幕：廖紹妤
- 後製成音：杰瑞音樂有限公司
- 聲音指導：余政憲
- 效　果：吳旭雯
- 修　音：簡邑宇
- 編　曲：徐儀芳
- 混　音：余政憲
- 顧　問：潘淑惠、王金福
- 製作公司：院子有限公司
- 監製公司：慈濟傳播人文志業基金會

## 外部連結
- 掌中人生 官方網站 （页面存档备份，存于）－大愛劇場
- 大愛劇場的Facebook專頁
- 大愛劇場的Instagram帳戶
- 《掌中人生 （页面存档备份，存于）》-YAHOO! TV （页面存档备份，存于） 線上看

| 大愛電視台 週一至週日 20:00-20:49             | 大愛電視台 週一至週日 20:00-20:49            | 大愛電視台 週一至週日 20:00-20:49 |
| --------------------------------------------- | -------------------------------------------- | --------------------------------- |
|                                               | 掌中人生 （2019年1月10日－2019年2月6日）     |                                   |
| 同學，早安！ （2018年12月13日－2019年1月9日） | 菜頭梗的滋味 （2019年2月7日－2019年3月20日） |                                   |